# Neochalcis cinca
Neochalcis cinca är en stekelart som beskrevs av Fernando 1957. Neochalcis cinca ingår i släktet Neochalcis och familjen bredlårsteklar.
Artens utbredningsområde är Sri Lanka. Inga underarter finns listade i Catalogue of Life.